# Mini Vasudevan
Mini Vasudevan   (1965) és una activista pels drets dels animals índia amb residència a Coimbatore. Va ser guardonada amb el premi Nari Shakti Puraskar el 2019.

## Vida
Vasudevan va néixer cap al 1965. Va créixer sense mascotes, però als onze anys va presenciar la mort d'un pollastre i va decidir convertir-se en vegetariana. Es va graduar a la Facultat d'Enginyeria. És enginyera i, juntament amb el seu marit, va treballar als Estats Units durant tretze anys.
Mini Vasudevan és exalumna de l'escola Sainik de Kazhakootam de 1982.
El 2004 Vasudevan, que ja era vegana, i el seu marit, Madhu Ganesh, van tornar d'Amèrica per viure a Coimbatore. Va quedar horroritzada en veure gossos de carrer ferits i malalts deambulant per la ciutat. Tot i no haver tingut animals prèviament, estava segura que es podia i s'havia de fer alguna cosa. Va pagar veterinaris per ajudar alguns dels animals ferits, i a vegades gosses embarassades, però alguns veterinaris no volien tractar gossos de carrer i, fins i tot quan eren tractats, no hi havia cap lloc on els animals es poguessin recuperar. Com a resposta, ella i el seu marit van fundar la Humane Animal Society el 2006. Havia mantingut correspondència amb Maneka Gandhi sobre el tractament dels gossos de carrer, i en un principi, Gandhi la va descartar com a expatriada que intentava imposar les seves opinions en un país on ja no vivia. Quan Gandhi es va adonar que Vasudevan estava a Coimbatore, la va aconsellar que havia de trobar una solució.
Es va involucrar en la captura i esterilització de gossos de carrer a Coimbatore. El 2019 tenia tres gossos propis i la Humane Animal Society donava feina a disset persones.
El 2019 el Ministeri de la Dona i el Desenvolupament Infantil va seleccionar-la per rebre el Nari Shakti Puraskar, que és el màxim guardó de l'Índia per a les dones. Va quedar sorpresa quan li van trucar el mes anterior i va haver de viatjar a Nova Delhi per assistir a la cerimònia.